# كاستيلينو ديل بيفيرنو
كاستيلينو ديل بيفيرنو (بالإيطالية: Castellino del Biferno)‏ هي كومونا في مقاطعة كمبباسة في منطقة مليزة الإيطالية، وتقع على بعد 15 كيلومتر (9 ميل) شمال شرق كمبباسة.